# Hortulanorum
L'abréviation hort., du latin hortulanorum (« des jardiniers »), est une abréviation utilisée en nomenclature botanique pour désigner un horticulteur inconnu qui a décrit scientifiquement une espèce, généralement de manière incomplète.
Cette abréviation est généralement tout en minuscule afin de ne pas la confondre avec l'abréviation de Fenton John Anthony Hort, qui est Hort, sans point.
hort. est l’abréviation botanique standard de Hortulanorum.
Consulter la liste des abréviations d'auteur en botanique ou la liste des plantes assignées à cet auteur par l'IPNI, la liste des champignons assignés par MycoBank, la liste des algues assignées par l'AlgaeBase et la liste des fossiles assignés à cet auteur par l'IFPNI.